# Carla Antonelli
Carla Antonelli, nom artístic de Carla Delgado Gómez (Güímar, Tenerife, 13 de juliol de 1959), és una actriu, activista pels drets del col·lectiu LGBT i política canària transsexual, diputada del PSOE a l'Assemblea de Madrid des de 2011. L'any 2006 va fer vaga de fam per tal d'aconseguir que el govern del seu propi partit (PSOE) aprovés la Llei d'Identitat de Gènere. Com a actriu, ha treballat en el teatre, el cinema i en sèries de televisió com El comisario i Periodistas.
A principis del 2020 l'ajuntament del seu poble natal va acordar posar-li el seu nom a un carrer, com a reconeixement a la seva contribució decisiva des de l'activisme polític, i també col·locar un bust en defensa del col·lectiu LGBTI en la plaça que el carrer circumvala.
L'estiu de 2023 fou escollida senadora per designació autonòmica per l'Assemblea de Madrid en representació de Més Madrid convertint-se en la primera persona transsexual en tenir un escó a les Corts Generals espanyoles.

## Filmografia
| - 1968: Stuntman, de Marcello Baldi - 1981: Pepe, no me des tormento, de José María Gutiérrez Santos - 1982: Corridas de alegría, de Gonzalo García Pelayo - 1983: El higo mágico, de Justo Pastor - 1986: Un gendarme en Benidorm, de Tomás Aznar i Jean Luret - 1999: Extraños, d'Imanol Uribe - 2011: La noche rota, de Diego Betancor (curtmetratge) - 2014: El viaje de Carla, de Fernando Olmeda (documental) | - 1969: Diritto di cronaca - 2000-2002: Periodistas - 2000-2002: El comisario - 2007-2008: El síndrome de Ulises |